# Sertanópolis (ort)
Sertanópolis är en ort i Brasilien.   Den ligger i kommunen Sertanópolis och delstaten Paraná, i den södra delen av landet, 900 km söder om huvudstaden Brasília. Sertanópolis ligger 403 meter över havet och antalet invånare är 13 903.
Terrängen runt Sertanópolis är huvudsakligen platt, men åt nordväst är den kuperad. Terrängen runt Sertanópolis sluttar österut. Närmaste större samhälle är Bela Vista do Paraíso, 17,2 km väster om Sertanópolis. 
Trakten runt Sertanópolis består till största delen av jordbruksmark. Runt Sertanópolis är det glesbefolkat, med 16 invånare per kvadratkilometer.